# Dražiniće
Dražiniće (Servisch cyrillisch Дражиниће) is een plaats in de Servische gemeente Kraljevo. De plaats telt 108 inwoners (2002).